# سیسیل سهلگ
سیسیل سهلگ (انگلیسی: Sissel Sellæg; ۱۰ فوریهٔ ۱۹۲۸ – ۵ ژانویهٔ ۲۰۱۴) هنرپیشه اهل نروژ بود.